# Trident (gruppo musicale)
Trident (reso graficamente come TRiDENT) è un band femminile rock e metal di Osaka, Giappone.

## Storia
Nel 2013, SERINA e ASAKA, che erano membri del club di musica leggera della stessa scuola superiore, formarono una band con il nome Girls Rock Band Kakumei (ガールズロックバンド革命?, Gāruzu Rokku Bando Kakumei) a cui si aggiunsero JUNNA, come batterista, e Rōra, come chitarrista. Nel febbraio 2015 Rōra ha lasciato la band.
Con il nome Girls Rock Band Kakumei nel 2020 sono stati pubblicati l'album di debutto Don't Stop, i due mini-album High Speed Magnum e Updraft e diversi singoli.
Con la partenza del batterista JUNNA all'inizio del 2020, la band si è presa una pausa di tre mesi. A maggio dello stesso anno NAGISA si è unita come membro di supporto. Lo stesso giorno il nome della band viene cambiato in TRiDENT e NAGISA diventa membro ufficiale il 15 dicembre.
Il loro primo album con il nuovo nome è stato pubblicato nel marzo 2021 e si chiama Advance Generation. L'attore giapponese Eishin Hayashida può essere visto nel video musicale della canzone Brand New World, inclusa nell'album e precedentemente pubblicata come singolo digitale. L'album entrò nelle classifiche musicali giapponesi Oricon al numero 60 e vi rimase per una settimana. A marzo e aprile 2021, la band ha tenuto diversi concerti in Giappone per promuovere il proprio album.
Tra il 2022 e il 2024 la band ha pubblicato 3 mini-album D-X, Dream Up e spice "X".

## Membri
- ASAKA - Chitarra e voce
- SERINA - Basso e voce
- NAGISA - Batteria

### Ex membri
- Rōra - Chitarra - Ha lasciato il gruppo a febbraio 2015
- JUNNA - Batteria - Ha lasciato il gruppo a marzo 2020

## Discografia

### Singoli
|    | Data di pubblicazione | Titolo             |
| -- | --------------------- | ------------------ |
| 1° | 7 ottobre 2020        | To be Continued... |
| 2° | 16 novembre 2020      | JUST DO IT !!!     |
| 3° | 12 dicembre 2020      | WE ARE THE WORLD   |
| 4° | 2 febbraio 2024       | Bite the bullet    |

### Album
|                         | Data di pubblicazione   | Titolo                  |                         |                         |                         |                         |
| Girls Rock Band Kakumei | Girls Rock Band Kakumei | Girls Rock Band Kakumei | Girls Rock Band Kakumei | Girls Rock Band Kakumei | Girls Rock Band Kakumei | Girls Rock Band Kakumei |
| ----------------------- | ----------------------- | ----------------------- | ----------------------- | ----------------------- | ----------------------- | ----------------------- |
| 1°                      | 1º novembre 2017        | DON'T STOP              |                         |                         |                         |                         |
| TRiDENT                 |                         |                         |                         |                         |                         |                         |
| 1°                      | 17 marzo 2021           | JUST DO IT !!!          |                         |                         |                         |                         |

### Mini-album
|                         | Data di pubblicazione   | Titolo                  |                         |                         |                         |                         |
| Girls Rock Band Kakumei | Girls Rock Band Kakumei | Girls Rock Band Kakumei | Girls Rock Band Kakumei | Girls Rock Band Kakumei | Girls Rock Band Kakumei | Girls Rock Band Kakumei |
| ----------------------- | ----------------------- | ----------------------- | ----------------------- | ----------------------- | ----------------------- | ----------------------- |
| 1°                      | 31 ottobre 2018         | HIGH SPEED MAGNUM       |                         |                         |                         |                         |
| 2°                      | 24 aprile 2019          | UPDRAFT                 |                         |                         |                         |                         |
| TRiDENT                 |                         |                         |                         |                         |                         |                         |
| 1°                      | 26 ottobre 2020         | D-X                     |                         |                         |                         |                         |
| 2°                      | 15 novembre 2023        | Dream Up                |                         |                         |                         |                         |
| 3°                      | 22 aprile 2024          | spice "X"               |                         |                         |                         |                         |

### EP
|    | Data di pubblicazione | Titolo       |
| -- | --------------------- | ------------ |
| 1° | 18 agosto 2021        | UNDER GROUND |
| 2° | 15 dicembre 2021      | OVER GROUND  |